# W.R. – Kroppens mysterier
W.R. – Kroppens mysterier (W.R. – Misterije organizma) är en jugoslavisk film av Dušan Makavejev från 1971. Dess tema är förhållandet mellan kommunismen och sexualiteten samt om Wilhelm Reichs liv och verk.

## Rollista (i urval)
- Milena Dravić – Milena
- Ivica Vidović – Vladimir Iljitj
- Jagoda Kaloper – Jagoda
- Tuli Kupferberg – amerikansk soldat
- Zoran Radmilović – Radmilović